# تجرید (ریاضیات)
تجرید (Abstraction) در ریاضیّات از فرایند تشخیص و استخراج یک جوهره و مفهوم ریاضی اصلی، کلّی، و فراگیر شروع می‌شود. چنانچه وجود و حضور این جوهره و مفهوم خاصّ در تک تک موارد جزئی مورد بررسی صادق باشد، امر اختصار و ساده‌تر کردن عبارات را می‌توان با جدا نمودن و حذف جزئیّات گوناگون از این لایه خاصّ ادامه داد.
برای مثال، می‌توان عبارت زیر را در نظر گرفت:
دو میز + دو کتاب + دو قلم + دو لیوان + دو دفتر + دو خط‌کش + ...
جهت اجراء فرایند تجرید، می‌شود مفهوم دو تا بودن را که در مورد همهٔ جمله‌ها صدق می‌کند، از میان برداشته و آنرا در لایهٔ بالاتری قرار داد. عبارت فوق خواهد شد:
دو (میز + کتاب + قلم + لیوان + دفتر + خط‌کش + ...)
عبارت جدید کوتاه‌تر شده‌است، و مفهوم کلّی تر عدد دو بودن که در آن مجرّد و مجزا شده، هنوز هم به همهٔ جملات جزئی در درون پرانتز تعلّق دارد. همین کار را، حالا می‌شود با اعداد دیگر مثل سه، چهار، پنج، شش، و … تکرار کرد. پس، تراز و لایه‌ای نو پدیدار گردیده‌است که در آن فقط مفاهیم مجردی به این صورت قرار دارد:
دو، سه، چهار، پنج، شش، ...
از خود می‌پرسیم، حالا چه جوهرهٔ مشترک کلّی‌تری را می‌شود از این لایهٔ جدید جدا کرد؟ جواب: مفهوم عامّتر و همه‌جاگیرتر عدد طبیعی بودن را؛ هر عدد طبیعیی بودن را.
این همان شروع و آغاز جبر است. از همین نقطه است که مفهومی مجرّد و ذهنی موسوم به متغیّر تولّد می‌یابد.